# Liste des sénateurs de la LVIe législature du Congrès national du Chili
Cet article dresse la liste des sénateurs de la LVIe législature du Congrès national du Chili. Les parlementaires ont été élus lors des élections parlementaires de 2017 et de novembre 2021 dans 16 circonscriptions correspondants aux régions du Chili. Elle présente les élus par l'ordre des circonscriptions et selon leur appartenance partisane.

## Liste par circonscriptions

### 1recirconscription
La 1re circonscription est composée de la région d'Arica et Parinacota.
| Nom | Nom                 | Parti | Parti |
| --- | ------------------- | ----- | ----- |
|     | José Durana (es)    |       | UDI   |
|     | José Miguel Insulza |       | PS    |

### 2ecirconscription
La 2e circonscription est composée de la région de Tarapacá.
| Nom | Nom                      | Parti | Parti                 |
| --- | ------------------------ | ----- | --------------------- |
|     | Luz Ebensperger (es)     |       | UDI                   |
|     | Jorge Soria Quiroga (es) |       | Indép., proche du PPD |

### 3ecirconscription
La 3e circonscription est composée de la région d'Antofagasta.
| Nom | Nom                       | Parti | Parti                 |
| --- | ------------------------- | ----- | --------------------- |
|     | Pedro Araya Guerrero (es) |       | Indép., proche du PPD |
|     | Paulina Núñez (es)        |       | RN                    |
|     | Esteban Velásquez         |       | FRVES                 |

### 4ecirconscription
La 4e circonscription est composée de la région d'Atacama.
| Nom | Nom                 | Parti | Parti |
| --- | ------------------- | ----- | ----- |
|     | Yasna Provoste      |       | PDC   |
|     | Rafael Prohens (es) |       | RN    |

### 5ecirconscription
La 5e circonscription est composée de la région de Coquimbo.
| Nom | Nom                | Parti | Parti    |
| --- | ------------------ | ----- | -------- |
|     | Sergio Gahona (es) |       | UDI      |
|     | Daniel Núñez (es)  |       | PCCh     |
|     | Matías Walker (es) |       | DEM (es) |

### 6ecirconscription
La 6e circonscription est composée de la région de Valparaíso.
| Nom | Nom                    | Parti | Parti |
| --- | ---------------------- | ----- | ----- |
|     | Isabel Allende Bussi   |       | PS    |
|     | Francisco Chahuán (es) |       | RN    |
|     | Ricardo Lagos Weber    |       | PPD   |
|     | Juan Ignacio Latorre   |       | RD    |
|     | Kenneth Pugh (es)      |       | RN    |

### 7ecirconscription
La 7e circonscription est composée de la région métropolitaine de Santiago.
| Nom | Nom                       | Parti | Parti   |
| --- | ------------------------- | ----- | ------- |
|     | Fabiola Campillai         |       | Indép.  |
|     | Rojo Edwards (es)         |       | PLR     |
|     | Manuel José Ossandón (es) |       | RN      |
|     | Luciano Cruz-Coke (es)    |       | Evópoli |
|     | Claudia Pascual           |       | PCCh    |

### 8ecirconscription
La 8e circonscription est composée de la région O'Higgins.
| Nom | Nom                      | Parti | Parti |
| --- | ------------------------ | ----- | ----- |
|     | Alejandra Sepúlveda (es) |       | FRVES |
|     | Alejandra Sepúlveda (es) |       | PS    |
|     | Javier Macaya (es)       |       | UDI   |

### 9ecirconscription
La 9e circonscription est composée de la région Maule.
| Nom | Nom                             | Parti | Parti               |
| --- | ------------------------------- | ----- | ------------------- |
|     | Juan Castro Prieto (es)         |       | Indép, proche du RN |
|     | Juan Antonio Coloma Correa (es) |       | UDI                 |
|     | Álvaro Elizalde                 |       | PS                  |
|     | Rodrigo Galilea (es)            |       | RN                  |
|     | Ximena Rincón                   |       | DEM (es)            |

### 10ecirconscription
La 10e circonscription est composée de la région du Biobío.
| Nom | Nom                                   | Parti | Parti   |
| --- | ------------------------------------- | ----- | ------- |
|     | Sebastián Keitel                      |       | Evópoli |
|     | Gastón Saavedra (es)                  |       | PS      |
|     | Enrique van Rysselberghe Herrera (es) |       | UDI     |

### 11ecirconscription
La 11e circonscription est composée de la région de l'Araucanie.
| Nom | Nom                        | Parti | Parti   |
| --- | -------------------------- | ----- | ------- |
|     | Carmen Gloria Aravena (es) |       | PLR     |
|     | José García Ruminot (es)   |       | RN      |
|     | Francisco Huenchumilla     |       | PDC     |
|     | Felipe Kast (es)           |       | Evópoli |
|     | Jaime Quintana (es)        |       | PPD     |

### 12ecirconscription
La 12e circonscription est composée de la région de Los Ríos.
| Nom | Nom                     | Parti | Parti |
| --- | ----------------------- | ----- | ----- |
|     | Alfonso de Urresti (es) |       | PS    |
|     | Iván Flores (es)        |       | PDC   |
|     | María José Gatica (es)  |       | RN    |

### 13ecirconscription
La 13e circonscription est composée de la région de Los Lagos.
| Nom | Nom                 | Parti | Parti |
| --- | ------------------- | ----- | ----- |
|     | Iván Moreira (es)   |       | UDI   |
|     | Carlos Kuschel (es) |       | RN    |
|     | Fidel Espinoza (es) |       | PS    |

### 14ecirconscription
La 14e circonscription est composée de la région d'Aysén.
| Nom | Nom                 | Parti | Parti |
| --- | ------------------- | ----- | ----- |
|     | Ximena Órdenes (es) |       | PPD   |
|     | David Sandoval (es) |       | UDI   |

### 15ecirconscription
La 15e circonscription est composée de la région de Magallanes.
| Nom | Nom                      | Parti | Parti               |
| --- | ------------------------ | ----- | ------------------- |
|     | Karim Bianchi (es)       |       | Indép.              |
|     | Alejandro Kusanovic (es) |       | Indép, proche du RN |

### 16ecirconscription
La 16e circonscription est composée de la région de Ñuble.
| Nom | Nom                   | Parti | Parti |
| --- | --------------------- | ----- | ----- |
|     | Loreto Carvajal (es)  |       | PPD   |
|     | Gustavo Sanhueza (es) |       | UDI   |